# Градински космос
Градинският космос (Cosmos bipinnatus), известен и като мексиканска астра (Mexican aster), е средно голямо цъфтящо тревисто растение, родом от Америка. Видът и неговите сортове, вкл. култивираните, са популярни като декоративно растение в градини с умерен климат.

## Местообитание
Градинският космос е родом от Аризона в САЩ, Мексико и Гватемала до Коста Рика. Тъй като се използва като декоративно растение в много страни и е предразположено към трайно установяване, то е инвазивно растение в много райони на света. Натурализира се в разпръснати места в Северна Америка, Южна Америка, Западна Индия, Италия, Австралия и Азия, където е разпространено в природата от култивиращите го градини, а в някои местообитания се превръща в плевел.
В България популярните за отглеждане в градината видове космос са:
- Шоколадов космос (Cosmos atrosanguineus)
- Градински космос (Cosmos bipinnatus)
- Жълт космос (Cosmos sulphureus), чиито цветове привличат пеперудите.

## Видове
Култивираните видове, отглеждани днес, включват:
- Apollo Series
  - 'Apollo Carmine' agm[8]
  - 'Apollo Pink' agm[9]
  - 'Apollo White' agm[10]
- 'Daydream'[11] разполага с розов вътрешен пръстен на бял фон
- Double Click Series[12] features semidouble to fully double flowers that resemble Japanese anemones (Anemone japonica)
  - 'Double Click Cranberries'[13]
  - 'Double Click Rose Bonbon' [14]
  - 'Double Click Snow Puff'[15]
  - 'Double Click Vari Extra' [16]
- 'Rubenza' agm[17]
- 'Sensation', познат и като 'Early Sensation', is a widely available mix of tall varieties
  - 'Sensation Pinkie' agm[18]
- Sonata series [19]
- 'Velouette'agm[20]
- 'Versailles', разработени за търговия с рязан цвет, са по-къси от видовете, като височините им остават под 90 см
  - 'Versailles Dark Rose'[21]
  - 'Vesailles Tetra' [22]

Отбелязаните с маркер agm са видове печелили Наградата за градински заслуги (Award of Garden Merit) на Кралското градинарско общество (Royal Horticultural Society).

## Галерия
- Градински космос с типична гама от цветове в естествен хабитат
- Листа
- Цветните пъпки
- Детайл от цвета
- Детайл странично
- Семена
- Пчела опрашва цвят
- Бял цъфтеж
- Голямата долина на Шангри-Ла, Юнан, Китай (цветови диапазон)
- Голямата долина на Шангри-Ла, Юнан, Китай
- Голямата долина на Шангри-Ла, Юнан, Китай
- Голямата долина на Шангри-Ла, Юнан, Китай
- Голямата долина на Шангри-Ла, Юнан, Китай
- Голямата долина на Шангри-Ла, Юнан, Китай
- Голямата долина на Шангри-Ла, Юнан, Китай